# 霍氏三强蟹
霍氏三强蟹（学名：Tritodynamia horvathi）为大眼蟹科三强蟹属的动物。分布于朝鲜、日本以及中国大陆的山东等地，生活环境为海水，一般生活于沙质海底以及瓣鳃类动物的外套腔中。